# Margit Makay
Margit Makay (n. 4 august 1891, Miskolc, Austro-Ungaria – d. 6 noiembrie 1989, Budapesta, Ungaria), nume la naștere: Makay Margit Izidóra Kornélia Jozefa, a fost o actriță maghiară, distinsă cu titlurile de artist emerit și maestru al artei. A avut o carieră întinsă pe parcursul a peste 70 de ani.

## Biografie
Tatăl său, Izidor Makay, era colonel de husari și maestru de scrimă, iar mama sa era Mária Szeremley. S-a căsătorit pe 16 august 1919 cu avocatul dr. Miksa Márton, proprietarul unei agenții literar-teatrale care era cu 20 de ani mai în vârstă decât ea. El a murit pe 2 august 1936.
În 1909 a absolvit Academia de Teatru din Budapesta. 
După un an în care a jucat la Miskolc, a obținut în 1910 rolul principal feminin din piesa Az ördög a lui Ferenc Molnár la Teatrul de Comedie din Budapesta, înlocuind-o pe Irén Varsányi. 
A jucat apoi la Teatrul Unió Rt., în 1926 la Belváros, în 1937 la Teatrul Maghiar și la teatrul de pe bulevardul , Andrássy, în 1938 la Teatrul Terézkörút, în perioada 1929-1935 la Teatrul de Comedie (Vígszínház) și în anii 1935-1948 la Teatrul Național din Budapesta. Din 1937 până în 1944 a predat discursul scenic la Academia de Teatru și Film. 
În perioada 1948-1950 a jucat la Teatrul Madách, iar din 1950 până la moartea ei a fost membră a trupei Teatrului Național din Budapesta. 

## Roluri interpretate
Personalitatea și caracterul său versatil au fost ilustrate atât în roluri tragice, cât și în roluri comice. A avut succes la public datorită aspectului ei frumos și a interpretării excelente. Dupa optzeci de ani, a jucat cu mare succes în piesa Macskajáték a lui István Örkény și în filmul Paula. La vârsta de 92 de ani a jucat un rolul văduvei Antalné Brodarics în piesa Bösendorfer a lui Ferenc Karinthy.

## Roluri în piese de teatru
- Jolán (Ferenc Molnár: Az ördög)

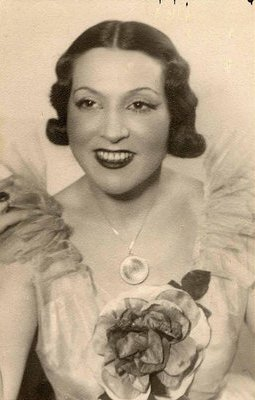
Margit Makay în 1910

- Olga (Jenő Heltai: A tündérlaki lányok)
- Matild (Musset: Kaland)
- Irina (Cehov: Trei surori)
- Varja (Cehov: Livada de vișini)
- Tisza Ilona (Ferenc Herczeg: Ocskay brigadéros)
- Elmira (Molière: Tartuffe)
- Gertrud (Shakespeare: Hamlet)
- Iokaszté (Sofocle: Oedip rege)
- Gertrudis (József Katona: Bánk bán)
- Christine (Eugene O'Neill: Amerikai Elektra)
- Ann Putnam (Arthur Miller: Vrăjitoarele din Salem)
- Maja (Henrik Ibsen: Ha mi holtak feltámadunk)
- Ágnes császárné (László Németh: VII. Gergely)
- Özv. Brodarics Antalné (Ferenc Karinthy: Bösendorfer)

## Filmografie

### Filme de cinema
- Keserű szerelem (1912)
- Omul de aur (1919)
- Júdás fiai (1920)
- 5 óra 40 (1939)
- Bercsényi huszárok (1940)
- Havasi napsütés (1941)
- Egér a palotában (1942)
- Egy asszony elindul (1949)
- Úri muri (1949)
- 1952 Erkel, regia Márton Keleti
- Két vallomás (1957)
- Sóbálvány (1958)
- Vörös tinta (1959)
- 1959 Kard és kocka
- 1963 1963 Întuneric în plină zi (Nappali sötétség), regia Zoltán Fábri
- 1965 Fiii omului cu inima de piatră (A kőszívű ember fiai)
- 1966 Un nabab maghiar (Egy magyar nábob)
- Hangyaboly (1971)
- Macskajáték (1972)
- Tűzoltó utca 25. (1973)
- 141 perc A befejezetlen mondatból (1975)
- Ballagó idő (1975)
- Egy erkölcsös éjszaka (1977)
- Piroska és a farkas (1988)

### Filme de televiziune
- Vihar a Sycamore utcában (1959)
- A kártyavár (1967)
- Francia tanya (1972)

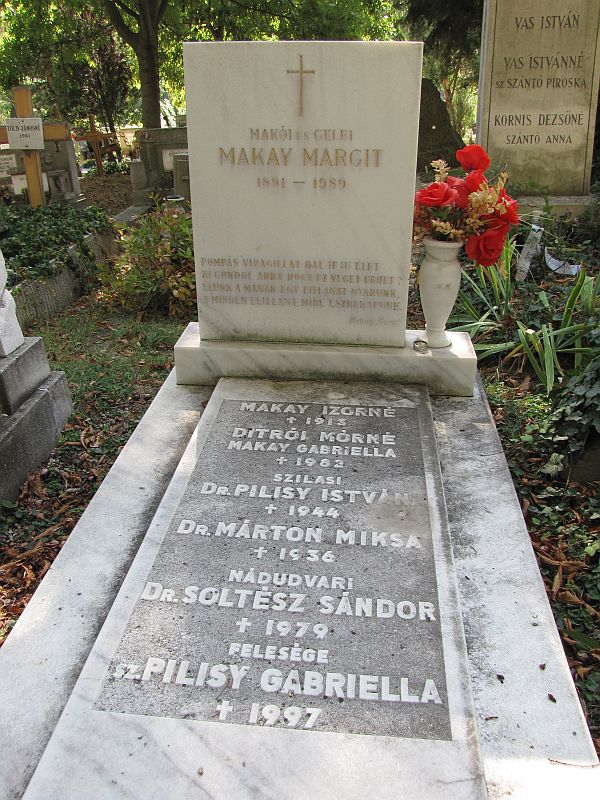
Mormântul lui Margit Makay în Cimitirul Farkasréti din Budapesta: 31-2080.

- Megtörtént bűnügyek (1974) - episodul Gyilkosság Budán
- Mélosz pusztulása (1976)
- Bösendorfer (1984)

## Premii
- Artist emerit (1959)
- Maestru al artei (1962)
- Premiul Kazinczy (1963)
- Ordinul Drapelul Republicii Populare Ungare (1985)
- Membru pe viață al trupei Teatrului Național din Budapesta (1989)